# Heather Ludloff
Heather Ludloff (11 de junio de 1961) es una jugadora de tenis profesional estadounidense. 
Logró su puesto más alto en el ranking mundial (puesto 57) el 15 de agosto de 1983, y su puesto más alto en el ranking mundial de dobles (puesto 37) el 9 de noviembre de 1987. Durante su carrera, ganó dos títulos WTA de dobles femeninos.

## Biografía

### Carrera
Ludloff jugó al tenis para la Universidad Brigham Young (All American 1981), y UCLA  (All American 1983), finalmente siendo uno de los nueve graduados de UCLA en alcanzar el top 100 en la WTA Tour Single Rankings.
En equipo con Terry Holladay ganará el título de parejas Virginia Slims de Newport de 1986. Alcanza la semifinal del Campeonato NCAA de 1983, batiendo a Elise Burgin antes de perder ante Gigi Fernández.  Fue colocada como número 8 en el US National 18s de 1979. Ludloff representó a EE. UU. en el Junior Wightman y la Copa Federación. Fue entrenada por Ken Walts

## Finales Tour WTA

### Dobles 4 (2-2)
| Títulos por Superficie |   |
| Duro                   | 1 |
| Arcilla                | 0 |
| Hierba                 | 1 |
| Alfombra               | 0 |

| Resultado  | Núm. | Fecha      | Torneo                           | Superficie | Compañero       | Adversarios                           | Puntuación  |
| Ganador    | 1.   | 20/07/1986 | Newport, Rhode Island, EE. UU.   | Hierba     | Terry Holladay  | Cammy MacGregor Gretchen Magers       | 6-1 6-7 6-3 |
| Subcampeón | 2.   | 3/05/1987  | Singapur                         | Duro       | Barbara Gerken  | Anna-María Fernández Julie Richardson | 1-6 4-6     |
| Subcampeón | 3.   | 4/10/1987  | Nueva Orleans, Luisiana, EE. UU. | Alfombra   | Mareen Harper   | Zina Garrison Lori McNeil             | 3-6         |
| Ganador    | 4.   | 19/04/1986 | Taipéi                           | Duro       | Maria Lindström | Cecilia Dahlman Nana Miyagi           | 4-6 7-5 6-3 |